# گراهام ورشر
گراهام مارک ورشر (انگلیسی: Graham Marc Verchère؛ زادهٔ ۴ فوریهٔ ۲۰۰۲) بازیگر اهل کانادا است. وی از سال ۲۰۱۴ میلادی تاکنون مشغول فعالیت بوده‌است.
از فیلم‌ها یا برنامه‌های تلویزیونی که وی در آن نقش داشته‌است، می‌توان به سوپرگرل، فارگو، روزی روزگاری، پونی کوچولوی من: دوستی معجزه است، غیب‌گو، دکتر خوب، دختر ستاره‌ای، تابستان ۱۹۸۴، دارکوب زبله اشاره کرد.